# Sidonia Jędrzejewska
Sidonia Elżbieta Jędrzejewska, née le 5 novembre 1975 à Cracovie, est une femme politique polonaise. Députée européenne elle a  été rapporteur pour le budget 2011 de l'Union européenne, et de 2008 à 2009 été sous-secrétaire d'État à l'Office du Comité de l'intégration européenne en Pologne.

## Biographie
Sidonia Jędrzejewska possède une maîtrise en sociologie de l'université Adam Mickiewicz de Poznań. Elle a été doctorante à l'Institut de philosophie et de sociologie de l'Académie polonaise des sciences (1999-2003) et boursière du ministère de l'Éducation nationale, de la fondation DAAD et de la fondation Batory.
Sidonia Jędrzejewska a travaillé comme assistante à l’Université centre-européenne de Varsovie.
Par la suite, elle est devenue administratrice au secrétariat de la Commission des budgets du Parlement européen, puis conseillère au budget de l'Union européenne du groupe PPE-DE au Parlement européen. Comme conseillère elle a participé dans les négociations de la perspective budgetaire 2007-2013.
De janvier 2008 à juin 2009, elle a exercé les fonctions de sous-secrétaire d'État à l'Office du Comité de l'intégration européenne en Pologne.
Dans les années 1990, elle était membre de l'association polonaise Jeunes Démocrates, où elle a siégé deux fois au Bureau national. De 1999 à 2003, elle était vice-présidente de Youth of the European People's Party et de 2000 à 2002 - de European Youth Forum à Bruxelles.
Depuis 2001, elle est membre de la Plateforme civique, parti de centre-droit actuellement au pouvoir en Pologne.

## Mandat et fonctions au Parlement européen
Sidonia Jędrzejewska a été élu députée européenne en juin 2009 en recevant 64 944 voix.
En 2010 l'hebdomadaire « Polityka » lui a décerné le titre du « meilleur débutant » au Parlement européen. En juin 2013 selon un autre classement du même hebdomadaire elle a reçu le titre de « meilleur député européen polonais ».
Députée au Parlement européen :
- membre du Parti populaire européen
- membre de la Commission des budgets, Rapporteur pour le budget 2011 de l'Union européenne
- vice-coordinatrice du PPE de la Commission des budgets depuis 2012[5]
- membre de la Délégation pour les relations avec la Suisse, l'Islande et la Norvège et à la Commission parlementaire mixte de l'Espace économique européen (EEE)
- membre suppléante de la Commission spéciale sur les défis politiques et les ressources budgétaires pour une Union européenne durable après 2013
- membre suppléante de la Commission du contrôle budgétaire
- membre suppléante de la Commission de l'emploi et des affaires sociales
- membre suppléante de la Délégation à l'Assemblée parlementaire Euronest